# U Levante
U Levante est une association de protection de l’environnement née en 1986 pour la défense d’un site classé dans la région de Corte. L'association a, depuis 2004, étendu son domaine d’action à l’ensemble de la Corse,.

## Présentation
L'un des premiers buts de l'association, lors de sa création en 1986, est la « protection des sites », en particulier celui de la vallée de la Restonica. Elle est agréée au titre de l’article L252-13 du code de l’environnement depuis 2005. U Levante est le nom, en langue corse, du vent d’est qui, sur l’île ne souffle pas en tempête mais balaie.
L'association a pour objectif de, :
- protéger les espaces, ressources, milieux et habitats naturels, les espèces animales et végétales, la diversité et les équilibres écologiques fondamentaux, l’eau, l’air, les sols, les paysages et le cadre de vie[7],
- lutter contre les pollutions et les nuisances,
- veiller au respect de la légalité par les personnes publiques et privées,
- agir pour l’édiction, le maintien ou le renforcement de traités, lois et règlements protecteurs de l’environnement et du littoral en particulier[8],
- veiller au respect du libre accès au Domaine Public Maritime et lutter contre l’aliénation des chemins ruraux et de randonnée, pistes et véhicules à moteur,
- promouvoir les énergies renouvelables dans le cadre d’un développement maîtrisé, favoriser la valorisation des déchets par la collecte sélective et le recyclage, ainsi que veiller à l’élimination des décharges sauvages,
- promouvoir un aménagement du territoire harmonieux et équilibré, en particulier entre l’intérieur et le littoral de l’île, ainsi qu’un urbanisme maîtrisé et respectueux de l’environnement naturel, économe dans l’utilisation du sol,
- agir pour la sauvegarde de ses intérêts dans le domaine de l’environnement,
- défendre en justice l’ensemble de ses membres, pour des affaires intéressant l’action de l’association.

U Levante est attachée à une stricte neutralité politique et confessionnelle, ainsi qu’à son indépendance financière : elle ne reçoit aucune subvention, et ne vit que grâce au produit des cotisations ou des dons de ses adhérents et sympathisants.
Son nombre d’adhérents, en croissance, atteint 683 adhérents à la fin de l’année 2013. L’association publie trimestriellement un journal interne, Ambiante, et possède un site Internet, de plus en plus visité : il y a eu 332 068 visites sur l’année 2013 (pour 185 893 visiteurs différents).
L’association est membre de France nature environnement et elle travaille souvent en collaboration avec d’autres associations corses de protection de l’environnement, parmi lesquelles : l'ABCDE, l’Association pour le libre accès aux plages, le GARDE, U Polpu, Aria Linda, Collectif pour une saine gestion des déchets… Elle est également membre du Collectif pour l’application de la Loi Littoral. L’activité de cette association est basée sur le bénévolat. U Levante fonctionne comme « un contre-pouvoir » et sa direction collégiale est composée de douze militants bénévoles.

## Positionnement
L'association s'affiche à sa création comme « indépendante de tous les pouvoirs » et par ce fait fonctionne sans subvention aucune. Elle réunit des personnes de diverses tendances et de diverses mouvances autour de la défense et de la protection de l'environnement en Corse ainsi que contre la bétonisation abusive, principalement aux abords du littoral.
L'association se retrouve bien souvent confrontée à des intérêts financiers conséquents, parfois liés au grand banditisme, au point de subir menaces et attentats,.

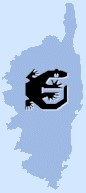

## Le logo d'U Levante
L'euprocte corse est le symbole de l’association. C'est un amphibien endémique proche des tritons, qui ne peut vivre que dans des eaux très oxygénées… et donc non polluées.

## Synthèse des activités d’U Levante

### Les actions en justice devant le TA, la CAA, le Conseil d’État
Les actions en justice devant le TA, la CAA, voire le Conseil d'État, deviennent l’essentiel de son travail
Depuis 2007, grâce à la vigilance de ses adhérents répartis sur toute la Corse, et face aux menaces croissantes des intérêts privés,, l’association a participé à de nombreuses enquêtes publiques. En application de ses objectifs, elle a traduit devant les tribunaux administratifs bon nombre de documents d’Urbanisme (plans locaux d’urbanisme ou cartes communales) ou de permis de construire. Elle a ainsi obtenu l’annulation totale des PLU de Sari-Sulinzara, Sarra di Farru, Portivechju, Sartè, Ulmetu, Coti Chjavari, Calcatoghju, Ferringule, Prupià, SIVUI (14 communes) du Capi Corsu, et l’annulation partielle de U Borgu, Aleria, Ota, Calvi. Les juridictions administratives lui ont également donné raison dans les affaires du projet immobilier Marfisi (Marines du Soleil à Patrimoniu), du parking de Sant’Antuninu, du sentier du littoral de Sperone, et, partiellement, du sentier de Pianottoli Caldarellu.

### Autres actions en justice
Ont été gagnés au tribunal correctionnel :
- Poli (constructions illégales à Lucciana Tanghiccia) : jugement juin 2013 (U Levante) ;
- Maraninchi (paillote illégale, Alga, Calvi): Chambre Correctionnelle d’Appel Bastia jugement du 6 février 2013 (U Levante)[29] ;
- Perquis : braconnage Scandula jugement du 20 février 2013, Chambre Correctionnelle d’Appel Bastia (U Levante, U Polpu) ;
- Peretti (constructions illégales à Coti Chjavari) : jugement janvier 2014[30].

U Levante a dénoncé le comblement de la zone humide de Petracurbara. Les auteurs ont été condamnés, mais l’association est en Cour d’appel pour obtenir une remise en état des lieux, pourtant obligatoire.
L’association a suivi le dossier du stockage de déblais amiantifères de Barbaghju (recours en annulation) et ceux de la pollution du Vieux Port de Bastia, (condamnation de la CAB en 2011) et du rejet d’hydrocarbures au large des Sanguinaires (condamnation de l’armateur en 2009).
Elle est présente également depuis des années aux côtés d’autres associations dans la lutte contre la pollution de l’air (notamment en poursuivant au tribunal EDF et sa centrale du Vaziu pour  « mise en danger d’autrui »). Elle a également déposé un recours en annulation pour la nouvelle centrale de Lucciana, centrale qui a été mise en place… mais au fuel léger.
U Levante suit attentivement les dossiers concernant le sentier du littoral, en collaboration avec le Collectif pour la loi Littoral en Corse, dont le tracé est sujet à bien des contestations. Là encore, des actions en justice sont en cours pour permettre à chacun d’accéder au bord de mer, et lutter contre les intérêts privés, que ce soit à Pianottoli, à Sperone,,, ou ailleurs.

### Participation à des instances officielles
U Levante est membre des CLIS de Tallone et de Prunelli di Fium’Orbu ; du CESC de Corse ; du Conseil régional des sites ; du SAGE n°35 Prunelli-Gravona et golfe d’Ajaccio ; de Qualitair Corse ; de la Commission de Consommation des Terres Agricoles de Corse du Sud et de Haute-Corse. L’association participe aux réunions du projet de PADDUC, et a contribué aux assises organisées par la CTC : assises du foncier en 2011, assises du littoral en 2012.